# Ritchie De Laet
Richard Ria Alfons De Laet (* 28. November 1988 in Antwerpen) ist ein ehemaliger belgischer Fußballspieler, der vorwiegend in der Abwehr spielte.

## Karriere
De Laet begann das Fußballspielen bei Royal Antwerpen in seiner Heimatstadt. Am 17. August 2007 unterzeichnete er einen Dreijahresvertrag mit dem damaligen Zweitligisten Stoke City. Stoke City soll laut Medienberichten 100.000 Pfund für den damals 19-Jährigen bezahlt haben. Sein erstes Spiel für Stoke City absolvierte er beim 4:1 gegen Portsmouth.
Im Januar 2009 wechselte De Laet nach Manchester, wo er jedoch zunächst in der zweiten Mannschaft Erfahrung sammeln sollte. Am letzten Spieltag der Saison 2008/09 kam De Laet zu seinem Ligadebüt in der Premier League, wenige Tage später wurde er in den Partien gegen Chile und Japan erstmals in der belgischen Nationalmannschaft eingesetzt.
Ab September 2010 wurde De Laet erst zu Sheffield United (September bis Oktober), danach zu Preston North End (November bis Dezember) und schließlich zum FC Portsmouth ausgeliehen, wo er einen Leihvertrag bis Juni 2011 unterschrieb. Zur Saison 2011/12 wurde De Laet an Norwich City verliehen. Am 18. Januar 2012 wurde die Leihe vorzeitig beendet. Allerdings stand de Laet den Rest der Saison bei keinem Spiel mehr im Kader von Manchester.
Zur Saison 2012/13 wechselte er nach Leicester City, der seinerzeit in der Football League Championship, der zweithöchsten englischen Liga, spielte. Während seiner Zeit bei Leicester gelang dem Verein der Aufstieg in die Premier League.
Dort gehörte er aber seit Oktober 2015 bei keinem Spiel der Startaufstellung an, soweit er überhaupt eingesetzt wurde. Im Februar 2016 wurde ein Ausleihe bis zum Ende der Saison zum FC Middlesbrough vereinbart. Middlesbrough spielte in diesem Jahr in der Premier League, stieg aber zum Saisonende ab.
Zur Saison 2016/17 unterschrieb de Laet einen Dreijahresvertrag bei Aston Villa. Es wurde eine Ablösesumme vereinbart. Villa war gerade in die Football League Championship abgestiegen.
Nach einer Knieverletzung konnte er in der ersten Saison nur die ersten drei Spiele für Villa bestreiten. Aber auch nach seiner Genesung stand bei keinem einzigen Spiel in der ganzen Dauer auf dem Platz. Er wurde daher in der Rückrunde der Saison 2018/19 zu Royal Antwerpen ausgeliehen. Die Kaufoption nach dieser Ausleihe übte Antwerpen nicht aus, da die geforderte Ablösesumme zu hoch war.
Stattdessen kam es zu einer einjährigen Leihe zum australischen Verein Melbourne City FC. Da nunmehr sein Vertrag bei Villa abgelaufen war, stand einem Wechsel nach Antwerpen nichts mehr im Weg.
De Laet unterschrieb dort einen zweijährigen Vertrag ab der Saison 2019/20 mit Verlängerungsoption für ein weiteres Jahr. In der Saison 2021/22 bestritt er 33 von 40 möglichen Ligaspielen für Antwerpen, bei denen er ein Tor schoss, ein Pokalspiel, zwei Qualifikationsspiele zur Europa League und sechs Spiele in der Europa League. Anfang Juli 2022 wurde sein Vertrag um ein Jahr bis Sommer 2024 verlängert. In der Saison 2022/23 waren es 32 von 40 möglichen Ligaspielen mit einem Tor sowie sechs Pokalspiele mit ebenfalls einem Tor und sechs Qualifikationsspiele zur Conference League. Er beendete die Saison als belgischer Meister und Pokalsieger. In der nächsten Saison waren es 24 von 40 möglichen Ligaspielen, drei Pokalspiele mit einem Tor, sechs Spiele im Europapokal und das gewonnene Spiel um den Supercup.
Am Ende der Saison 2023/24 beendete De Laet seine aktive Fußballerkarriere.

## Erfolge
- Englischer Meister: 2015/16
- Belgischer Meister: 2022/23 (Royal Antwerpen)
- Belgischer Pokalsieger: 2019/20, 2022/23
- Gewinner belgischer Supercup: 2023